# John Clarke Slater
John Clarke Slater (Oak Park, 22 de dezembro de 1900 — Ilha Sanibel, 25 de julho de 1976) foi um físico e químico teórico estadunidense.

## Vida
Fez contribuições importantes para a teoria da estrutura eletrônica de átomos, moléculas e sólidos. Ele também fez contribuições importantes para a eletrônica de microondas. Ele recebeu um BS em Física da Universidade de Rochester em 1920 e um Ph.D. Em Física por Harvard em 1923, fez pós-doutorado nas universidades de Cambridge (brevemente) e Copenhagen. Em seu retorno aos Estados Unidos, ingressou no Departamento de Física de Harvard.
Em 1930, Karl Compton, o presidente do MIT, nomeou Slater como presidente do Departamento de Física do MIT. Ele reformulou o currículo de graduação em física, escreveu 14 livros entre 1933 e 1968 e construiu um departamento de grande prestígio internacional. Durante a Segunda Guerra Mundial, seu trabalho sobre transmissão de microondas, feito parcialmente nos Laboratórios Bell e em associação com o Laboratório de Radiação do MIT, foi de grande importância no desenvolvimento do radar.
Em 1950, Slater fundou o Grupo de Teoria de Estado Sólido e Molecular (SSMTG) dentro do Departamento de Física. No ano seguinte, ele renunciou à presidência do departamento e passou um ano no Laboratório Nacional de Brookhaven da Comissão de Energia Atômica. Ele foi nomeado Professor do Instituto de Física e continuou a dirigir o trabalho no SSMTG até se aposentar do MIT em 1965, com a idade de aposentadoria obrigatória de 65 anos.
Ele então ingressou no Projeto de Teoria Quântica da Universidade da Flórida como Professor Pesquisador, onde a idade de aposentadoria o permitiu trabalhar por mais cinco anos. O SSMTG foi considerado como o precursor do Centro de Ciência e Engenharia de Materiais do MIT (CMSE). Sua autobiografia científica e três entrevistas apresentam suas opiniões sobre a pesquisa, a educação e o papel da ciência na sociedade.
Em 1964, Slater e seu pai, então com 92 anos, que havia chefiado o Departamento de Inglês da Universidade de Rochester muitos anos antes, receberam títulos honorários dessa universidade. O nome de Slater faz parte dos termos teoria de Bohr-Kramers-Slater, determinante de Slater e orbital de Slater.

## Livros (em inglês)
- Slater, J. C.; N. H. Frank (1933). Introduction to Theoretical Physics. New York: McGraw-Hill. ISBN 978-0-07-058090-9.
- Slater, J. C.; N. H. Frank (1947). Mechanics. New York: McGraw-Hill. ISBN 978-0-313-24064-5.
- Slater, J. C.; N. H. Frank (1947). Electromagnetism. New York: McGraw-Hill.
- Slater, J. C. (1950). Microwave Electronics. New York: Van Nostrand.
- Slater, J. C. (1955). Modern Physics. New York: McGraw-Hill.
- Slater, J. C. (1939). Introduction to Chemical Physics. New York: Dover. ISBN 978-0-486-62562-1.
- Slater, J. C. (1959). Microwave Transmission. New York: Dover.
- Slater, J. C. (1960). Quantum Theory of Atomic Structure. New York: McGraw-Hill.
- Slater, J. C. (1968). Quantum Theory of Matter (2nd ed.). New York: McGraw-Hill. ISBN 978-0-88275-553-3.
- Slater, J. C. (1963–74). Quantum Theory of Molecules and Solids, Vol. 1: Electronic Structure of Molecules. New York: McGraw-Hill.
- Slater, J. C. (1963–74). Quantum Theory of Molecules and Solids, Vol. 2: Symmetry and Energy Bands in Crystals. New York: McGraw-Hill.
- Slater, J. C. (1963–74). Quantum Theory of Molecules and Solids, Vol. 3: Insulators, Semiconductors, and Metals. New York: McGraw-Hill.
- Slater, J. C. (1963–74). Quantum Theory of Molecules and Solids, Vol. 4: The Self-Consistent Field for Molecules and Solids. New York: McGraw-Hill.
- Slater, J. C. (1975). Solid-State and Molecular Theory: A Scientific Biography. New York: Wiley. ISBN 978-0-471-79681-7.
- Slater, J. C. (1979). The Calculation of Molecular Orbitals. New York: Wiley. ISBN 978-0-471-03181-9.